# Phymatodes mohavensis
Phymatodes mohavensis là một loài bọ cánh cứng trong họ Cerambycidae.